# Boldogságos Krisztus Anyja
A Boldogságos Krisztus Anyja egy XVII. századi Mária-ének. Dallama a Cantus Catholici-ből származik. Az ugyancsak XVII. századi latin nyelvű szöveget Sík Sándor fordította magyarra.
Feldolgozás:
| Szerző       | Mire        | Mű                                         |
| ------------ | ----------- | ------------------------------------------ |
| Bárdos Lajos | egynemű kar | Musica Sacra II/2 Megváltónknak őre címmel |

## Kotta és dallam
Boldogságos Krisztus Anyja, vigadozzál;

Mert a földre fényességet, vigaszt hoztál,

Boldogságot harmatoztál,

Drága bokor, édes bimbót virágoztál.

## Felvételek
- Lisznyay Szabó Gábor:  Négy magyar Mária ének. Rózsa Bernadett ének, Balatoni Sándor orgona  YouTube. Pécsi katedrális (2013. december 21.)  (Hozzáférés: 2017. január 4.) (videó) 2:33-ig.
- Boldogságos Krisztus Anyja vigadozzál. YouTube (2013. február 2.)  (Hozzáférés: 2017. január 4.) (videó)